# لیک گودوین (واشینگتن)
لیک گودوین (به انگلیسی: Lake Goodwin) یک منطقهٔ مسکونی در ایالات متحده آمریکا است که در شهرستان اسنوهومیش، واشینگتن واقع شده‌است. لیک گودوین ۱۳٫۶ کیلومتر مربع مساحت و ۳٬۳۵۴ نفر جمعیت دارد و ۱۴۷ متر بالاتر از سطح دریا واقع شده‌است.